# ميناء الحمراء البترولي
ميناء الحمراء البترولي هو ميناء بحري متخصص في خدمة قطاع البترول تديره شركة ويبكو ويقع على ساحل البحر المتوسط على بعد 120 كم غرب مدينة الإسكندرية، يضم الميناء 6 مستودعات تخزين ذات سطح عائم باجمالة سعة تخزينية 1.5 مليون برميل. ويقوم الميناء حالياً باستقبال وتخزين وشحن إنتاج أكثر من 15 شركة بترول عاملة بالصحراء الغربية يمثل إنتاجها أكثر من %40 من إنتاج البترول المصري.

## التوسعة
من المقرر زيادة السعة التخزينية لتسهيلات الميناء بإضافة 4 مستودعات تخزين سعة 630 ألف برميل خام لكل منها وهو ضمن مشروع حكومي لجعل مصر مركز إقليمي لتخزين وتداول وتجارة الطاقة.